# Schefflera kivuensis
Schefflera kivuensis är en araliaväxtart som beskrevs av Paul Rodolphe Joseph Bamps. Schefflera kivuensis ingår i släktet Schefflera och familjen araliaväxter. Inga underarter finns listade.